# Strajița
Strajița  (în bulgară Стражица) este un oraș în partea de nord-vest a Bulgariei. Aparține de  Obștina Strajița, Regiunea Veliko Târnovo.

## Demografie
Componența etnică a orașului Strajița
     Turci (7,1%)
     Nicio identificare (8,28%)
     Bulgari (82,34%)
     Romi (1,74%)
     Altele (0,52%)
La recensământul din 2011, populația orașului Strajița era de 4.417 locuitori. Din punct de vedere etnic, majoritatea locuitorilor (82,34%) erau bulgari, existând și minorități de turci (7,1%) și romi (1,74%). Pentru 8,28% din locuitori nu este cunoscută apartenența etnică.